# 圣热姆 (德塞夫勒省)
圣热姆（法語：Sainte-Gemme，法語發音：[sɛ̃t ʒɛm]）是法国德塞夫勒省的一个市镇，属于布雷叙尔区。

## 地理
圣热姆（46°54'2"N, 0°17'16"W）面积8.84 平方千米，位于法国新阿基坦大区德塞夫勒省，该省份为法国西部内陆省份，北起曼恩-卢瓦尔省，西接旺代省，南至夏朗德省和滨海夏朗德省，东临维埃纳省。
与圣热姆接壤的市镇（或旧市镇、城区）包括：热村、吕谢图阿尔赛、皮埃尔菲特、聖瓦朗。

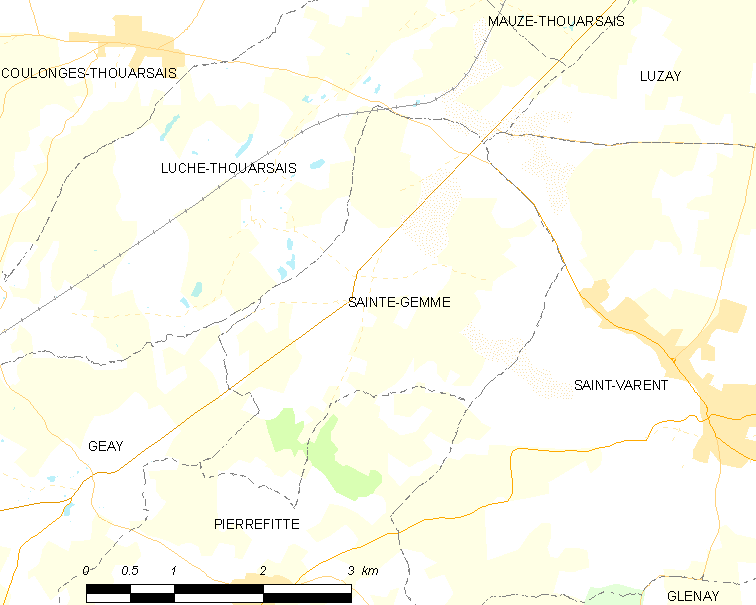
的OSM定位图

圣热姆的时区为UTC+01:00、UTC+02:00（夏令时）。

## 行政
圣热姆的邮政编码为79330，INSEE市镇编码为79250。

## 政治
圣热姆所属的省级选区为图埃河谷县。

## 人口

1962-2008年间人口变化图示

圣热姆于2022年1月1日时的人口数量为407人。